# Juglans jamaicensis
Juglans jamaicensis är en valnötsväxtart som beskrevs av C. Dc. Juglans jamaicensis ingår i släktet valnötter, och familjen valnötsväxter.
Arten förekommer på Kuba, Hispaniola, Puerto Rico och på mindre öar i regionen. Den saknas däremot på Jamaica. Den växer i låglandet och i bergstrakter upp till 1000 meter över havet. Juglans jamaicensis är vanligen utformad som träd och den ingår i skogar.
Beståndet hotas av skogsröjningar. För populationens minskning finns inga uppgifter. IUCN kategoriserar arten globalt som sårbar.

## Underarter
Arten delas in i följande underarter:
- J. j. insularis
- J. j. jamaicensis